# Quận Otero, Colorado
Quận Otero là một quận thuộc tiểu bang Colorado, Hoa Kỳ.
Quận này được đặt tên theo Miguel Antonio Otero. Theo điều tra dân số của Cục điều tra dân số Hoa Kỳ năm 2000, quận có dân số 20.311 người. Quận lỵ đóng ở La Junta.

## Địa lý
Theo Cục điều tra dân số Hoa Kỳ, quận có diện tích 3289 km2, trong đó có 18 km2 là diện tích mặt nước.